# Séptimo problema de Hilbert
El séptimo problema de Hilbert (uno de los conocidos como veintitrés Problemas de Hilbert, publicados en 1900 por el matemático alemán David Hilbert), se refiere a la irracionalidad y a la trascendencia de ciertos números (en alemán, Irrationalität und Transzendenz bestimmter Zahlen).

## Declaración del problema
Se hacen dos preguntas específicas equivalentes:
1. En un triángulo isósceles, si la razón entre el ángulo de la base y el ángulo del vértice es algebraica pero no racional, ¿Entonces la razón entre la base y el lado es siempre transcendente?
2. ¿{\displaystyle a^{b}} es siempre un número trascendente, para cualquier número algebraico {\displaystyle a\not \in \{0,1\}} y para cualquier número irracional algebraico {\displaystyle b}?

## Solución
La pregunta (en la segunda forma) fue respondida afirmativamente por Aleksandr Guélfond en 1934 y refinada por Theodor Schneider en 1935. Este resultado se conoce como teorema de Gelfond o teorema de Gelfond-Schneider. La restricción a que b sea irracional es importante, ya que es fácil ver que {\displaystyle a^{b}} es algebraico para la a siendo un número algebraico y b racional).
Desde el punto de vista de las generalizaciones, este es el caso
{\displaystyle b\ln {\alpha }+\ln {\beta }=0}
de la forma lineal en logaritmos general, que fue estudiada por Gelfond y luego resuelta por Alan Baker. Se llama la conjetura de Gelfond o teorema de Baker. Baker recibió un Medalla Fields en 1970 por este logro.